# Winther Schenk von Rotenhan
Winther, auch Werinth, ist der lebensälteste urkundlich genannte Vertreter der direkten Linie der Familie von Rotenhan auch Rotenhagen oder Rotenhayn. Daneben wird sein jüngster Sohn Wolfram I ebenfalls in der maßgeblichen Urkunde 1229 erwähnt, bei der beide als Bürgen bei einer Jahrtagsstiftung im Bamberger Dom erscheinen.

## Leben
Der älteste urkundlich belegte Rotenhan ist Heinrich von Rotenhan um 900. Wernher von Rotenhan wird bereits um 1190 urkundlich genannt. Diese Nennung ist in den Turnierbüchern von Rüxner zu finden. Zu Wernher ist keine Nachkommenschaft feststellbar. Einige Historiker vermuten, dass es sich bei Winther und Wernher um Brüder handelt. Winther von Rotenhan ist der erste Familienvertreter, von dem eine Vater-Sohn-Folge abgeleitet werden kann, wodurch er als Stammvater angesehen werden kann. Winther lebte auf der Burg Rotenhan. Er verwaltete das Unterschenkenamt beim Fürstbischof von Bamberg.
Winther war verheiratet und hatte drei Söhne. Sein zweitältester Sohn Ludwig I. führte die Linie fort. Winther starb wahrscheinlich vor 1231.